# ハナ肇とキューバン・キャッツ
ハナ肇とキューバン・キャッツ（ハナはじめとキューバンキャッツ）は、日本のコミックバンドである。ハナ・ハジメとキューバンキャッツとも表記されていた。当時誕生したばかりの渡辺プロダクションに所属。ハナ肇により結成され、ハナ肇とクレージーキャッツの前身となった。

## 概要
1954年当時、浜口庫之助は「浜口庫之助とアフロキューバノ」など子飼いのバンドを4つほど率いており、そのバンドの一つ（「浜口庫之助とアフロキューバノ」のジュニア）でドラマーとして活動していたのがハナ肇だった。同年12月末、浜口から「今月いっぱいでこのバンドは解散する」と一方的に通告されて反撥したハナは、1955年4月1日、浜口に対する仕返しの意味でバンド名をアフロキューバノから盗用し、自らのバンドを結成した。ハナ肇とキューバン・キャッツというバンド名は、新宿のお好み焼き屋「どんどん亭」でハナ自らが決めた。そのとき同席していたのは渡辺プロダクションの渡辺晋・渡辺美佐夫妻であり、晋は「同じバンドでも、これまでにないものをやってみよう。お前（ハナのこと）、おかしいんだからモダンジャズなんかやるな。ドラムだってそんなにうまくないんだから、お前のキャラクターを生かして変わったことをやったらどうだい、といってできたのがクレージーの前身、キューバン・キャッツ」と語っている。このときハナの念頭にあったのは脱線トリオのメンバー構成であった。
渡辺プロダクション社長の渡辺晋が谷啓や植木等（いずれも当時フランキー堺とシティ・スリッカーズに在籍していた）に声をかけたのは、キューバン・キャッツのレベルアップを図ってのことであったが、シティ・スリッカーズの所属プロダクションの社長から「お前ら、ここを辞めてハナのところへ行くのか。もしそんなことしたら、どこに行っても飯が食えないようにしてやる」と脅されて震え上がった植木はキューバン・キャッツへの移籍を躊躇した。一方、谷啓は「あんな奴の言う通りには、もうならない。俺は、明日から来ない」と宣言し、1956年2月1日、シティ・スリッカーズから脱退してキューバン・キャッツに加わった。結局、植木の移籍が実現したのは1957年3月1日のことであったが、その頃は既にキューバン・キャッツという名前ではなくなっており、「僕が入った時は、もう"クレージー"だったからね」と植木は語っている。
クレージーキャッツと改名した時期について小林信彦は「1957年3月から6月の間」としているが、渡辺プロダクションの資料では「1955年」となっており、正確な時期についてはハナ肇も把握していなかった。山下勝利は「こうして昭和30年4月1日に『ハナ肇とキューバン・キャッツ』はスタートしたのである。クレージー・キャッツと改称するのは、3ヵ月ほど後のことだ」と記しており、軍司貞則もクレージーキャッツへの改名を1955年7月としているが、NHKアーカイブスの番組表検索では、1956年2月7日のNHK『ボンゴのひびき』に「ハナ・ハジメとキューバンキャッツ」名義で出演していたことが確認できる。
国家公務員の初任給が1万5483円の時代、渡辺プロダクションはキューバン・キャッツのメンバーに月給30万円を保証していた。

## メンバー
※ 現在存命とされるのは橋本光雄のみだが確実な存命情報は2012年まで遡るため、不確実。南晴子・柴田昌彦・河原義和の3人は消息不明。他の6人は故人。

### 結成時のメンバー
- ハナ肇（ドラム）
- 犬塚弘（ベース）
- 萩原哲晶（クラリネット）
- 橋本光雄（ピアノ）
- 南晴子（ヴォーカル）
- 筑波礼子（ヴォーカル） - ミュージカル女優、島田歌穂の母

### 後続のメンバー
- 柴田昌彦（初代テナーサックス）
- 稲垣次郎（二代目テナーサックス） - 上述の結成メンバーから少し遅れて加入したとされる。稲垣は谷啓や植木等の参加と入れ違うように脱退し[14]柴田昌彦に交替したとの資料もあるが[15]、『新撰 芸能人物事典 明治～平成』では初代テナーサックス奏者を柴田としている他、山下勝利も発足時のメンバーの一人に柴田を挙げており、稲垣を含めていない[11]。オリジナルメンバーも含め、初期メンバーの中では消息の判明している最後の存命者だった。
- 石田正弘（三代目テナーサックス）
- 河原義和（二代目ピアノ）